# اغتيال شمس (مسلسل)
اغتيال شمس هو مسلسل تلفزيوني مصري عُرض في عام 2010، من بطولة خالد زكي، فراس إبراهيم، ياسر جلال، صفاء أبو السعود، من تأليف محسن الجلاد، ومن إخراج مجدي أبو عميرة.

## قصة المسلسل
الدكتور شمس يسافر ليكمل دراسته للزراعة في إحدى الدول الغربية، بينما يزداد صراع الثأر بين عائلته الجبيلي وعائلة أبو زرد شراسة، وقبل أن يعود يجد نفسه مطلوبًا للثأر، انتقامًا من شقيقه الأكبر الذي قتل 5 أشخاص من عائلة أبو زرد.